# Niphargus delamarei
Niphargus delamarei is een vlokreeftensoort uit de familie van de Niphargidae. De wetenschappelijke naam van de soort is voor het eerst geldig gepubliceerd in 1954 door Ruffo.